# R Sist

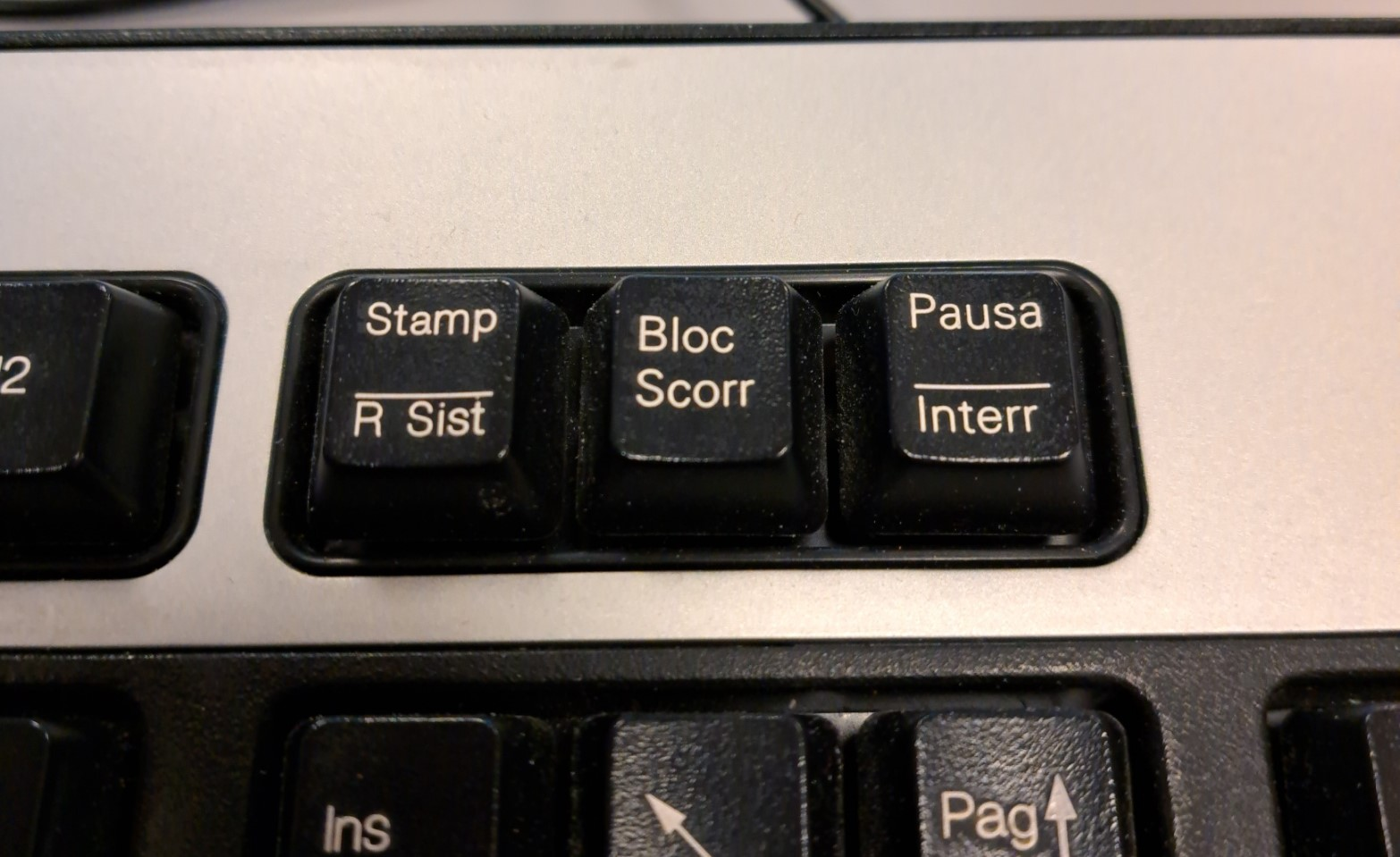
Il tasto Stamp/R Sist a sinistra nel gruppo formato insieme a Bloc Scorr e Pausa

R Sist, abbreviazione di richiesta di sistema (in inglese SysReq o SysRq, abbreviazione da system request), è un tasto sulle tastiere per PC che non ha un impiego standard. L'introduzione di questo tasto si può far risalire al tasto Interrupt sui terminali IBM 3270 che operavano da console con i sistemi mainframe System/370 di IBM. Il tasto veniva utilizzato per permettere alla console di comunicare con il sistema operativo.

## Funzione originaria
Introdotto da IBM con i Personal Computer AT, questo tasto era pensato come mezzo per invocare direttamente delle subroutine di basso livello del sistema operativo senza incorrere in alcun conflitto con il resto del software installato. 
Una speciale routine del BIOS (interrupt software 15, subroutine 85) veniva aggiunta per comunicare al sistema operativo quando il tasto R Sist veniva premuto o rilasciato. A differenza della maggior parte dei tasti, quando viene premuto il tasto R Sist, non viene memorizzato nulla nel buffer di tastiera, ma presumibilmente il sistema operativo lo registra e di conseguenza, premendo il tasto Stamp R Sist, il sistema operativo potrebbe creare una traccia.
Era necessario un tasto apposito in quanto la maggior parte del software dell'epoca operava a basso livello, spesso scavalcando completamente il sistema operativo, e venivano utilizzate numerose scorciatoie da tastiera ottenute con opportune combinazioni di tasti. L'impiego di programmi TSR (Terminate and Stay Resident) complicava ulteriormente le cose. Si pensava che per realizzare un ambiente multitasking, o anche solo in grado di passare da un'applicazione all'altra, fosse necessario utilizzare un tasto speciale distinto dagli altri. È in un certo senso simile a come la combinazione Ctrl+Alt+Canc agisce sotto Windows.
Sulle tastiere a 84 tasti R Sist era un tasto a parte. Sulle più recenti tastiere a 101 tasti, condivide la posizione con il tasto Stamp, che salva una copia della schermata attiva negli appunti del sistema operativo. Per invocare la richiesta di sistema è necessario ricorrere allora a una combinazione di tasti che è Ctrl+Alt+R Sist.
Nei moderni PC, le routine di default del BIOS ignorano R Sist ed escono senza fare nulla. Lo stesso accade con le routine di input di MS-DOS e con le routine, che gestiscono le tastiere utilizzate da molti linguaggi di programmazione ad alto livello. Sebbene ancora presente nella maggior parte delle tastiere per PC, il tasto R Sist viene ignorato dalla stragrande maggioranza dei software (fanno eccezione alcuni programmi di debugging). Il suo impiego è quasi esclusivamente quello di tasto per la stampa delle schermate attive.

## Altri usi
Con il DOS, un software in esecuzione che cessa di funzionare può bloccare l'intero sistema. Esistono programmi TSR di terze parti che utilizzano R Sist per offrire una via d'uscita che permetta di terminare il programma bloccato e restituire il prompt del DOS all'utente. 
In Linux, il kernel può essere configurato in fase di compilazione (per mezzo dell'opzione CONFIG_MAGIC_SYSRQ) per offrire funzioni di recupero d'emergenza e debugging. Questa funzione viene sostanzialmente usata per riprendere il controllo di un sistema altrimenti bloccato. La combinazione di tasti Alt+R Sist+lettera può essere impiegata per la sincronizzazione dei dischi, il montaggio di filesystem in sola lettura, il dump dello stato della CPU, il ripristino del sistema e altre funzioni ancora. Si veda Magic Sys Req per ulteriori informazioni.